# Sergueï Gritsevets
Sergueï Ivanovitch Gritsevets (en russe : Сергей Иванович Грицевец) est un pilote soviétique, le plus grand as de l'URSS de la période qui précéda la Seconde Guerre mondiale. Membre du Parti communiste depuis 1931.

## Carrière
Né le 6 juillet 1909 (19 juillet dans le calendrier grégorien) à Borovitsy dans le Gouvernement de Minsk dans l'Empire russe. Son enfance s'est déroulée dans le village Choumikha dans l'Oblast de Kourgan où sa famille vint s'installer lors de la Première Guerre mondiale. Après sept ans d'école Sergueï a commencé à travailler au chemin de fer.  En 1927-1931, il travaillait à l'usine de Zlatooust et rejoignit les rangs du Komsomol.
Il rejoignit dès 1931 les rangs de l'Armée rouge. Diplômé pilote en 1932 à l'école militaire aérienne d'Orenbourg, il suivit les cours de l'école de combat aérien d'Odessa en 1936.
Au printemps 1938 il fut envoyé en Chine et y remporta, le 29 avril, sa 1re victoire, un appareil japonais abattu au-dessus de la ville de Hangzhou. Dès juin de la même année, 1938, il se porta volontaire pour l'Espagne au titre de « conseiller soviétique » auprès de l'aviation républicaine ; en moins de six mois, de juillet à décembre, il s'y adjugea 30 victoires homologuées. Promu major, il devait y prendre le commandement de la 5e escadrilla de caza (escadrille de chasse).
De retour en URSS, il se porta à nouveau volontaire, cette fois-ci pour la Mongolie, où la menace japonaise se précisait de jour en jour. Durant les combats de Khalkin-Gol, de juin à septembre, placé à la tête du 70 I.A.P. (régiment de chasse aérienne), équipé de I-16 "Ratas", il abattit 12 avions japonais, dont un en coopération avec un autre pilote.
Il devait trouver la mort, le 16 septembre 1939, lors d'une collision au sol, au cours d'un décollage, sur l'aérodrome de Bolbasovo, dans Voblast de Vitebsk en Biélorussie. Il fut enterré au cimetière de Balbasovo.
Les monuments à l'effigie de Gritsevets sont érigés à Baranavitchy, Minsk, Tchouhouïv et Bolbasovo. L'une des rues dans le District administratif de Novomoskovski est appelée en son nom en 2012. À Moscou, la rue Bolchoï Znamenski pereulok (Большой Знаменский переулок) s'appelait rue Gritsovets en 1952-1994.

## Palmarès
Il était titulaire de 42 victoires homologuées, dont 41 individuelles et 1 en coopération, dont
- 1 en Chine (avril 1938)
- 30 en Espagne (juillet-décembre 1938)
- 11 en Chine (juin-septembre 1939)

## Décorations
- Il fut l'un des premiers récipiendaires d'un double titre de héros de l'Union soviétique, dignité qu'il reçut en février et août de la même année : 1939.
- Il reçut en outre deux Ordres de Lénine et un Ordre du Drapeau rouge.